# Structural Change and Economic Dynamics
Structural Change and Economic Dynamics (SCED, ISO 4: Struct. Change Econ. Dynam.) ist eine wissenschaftliche Fachzeitschrift mit Peer-Review-Verfahren, die von Elsevier herausgegeben wird. Sie erschien erstmals 1990, zunächst mit jährlich zwei Ausgaben, seit 1995 mit vier Ausgaben.
Thematisch befasst sich die Zeitschrift mit Strukturwandel und Dynamiken in Wirtschaftssystemen und der Rolle von Innovation, Technologie, Institutionen und individuellen Verhaltensmustern. Hierbei können Effekte von Infrastruktur, wirtschaftlicher Integration und Entwicklung, Erwerbstätigkeit und Einkommensverteilung, dem Zusammenhang zwischen ökologischem und ökonomischem Wandel sowie Instabilität und Krisen berücksichtigt werden. Es werden ökonometrische und statistische, aber auch theoretische Beiträge veröffentlicht. In einem Rückblick zum zehnten Jahrestag wird der plurale Ansatz betont.
Die ersten Herausgeber waren Faye Duchin, Georg Erber, Michael A. Landesmann, Shinishiro Nakamura und Alessandro Vercelli. Heute (Stand: Mai 2019) wird diese Aufgabe von D'Maris Coffman, James K. Galbraith, Mario Pianta und Roberto Scazzieri übernommen.
Der Impact-Faktor lag laut Verlagsangaben im Jahr 2017 bei 1.542. Eine Studie der französischen Ökonomen Pierre-Phillippe Combes und Laurent Linnemer sortiert das Journal mit Rang 219 von 600 wirtschaftswissenschaftlichen Zeitschriften in die viertbeste Kategorie B ein. Im Ranking des Handelsblattes befand sich die Zeitschrift 2013 in der zweitniedrigsten Kategorie C.